# Iulian Apostol
Iulian Cătălin Apostol (* 3. Dezember 1980 in Galați) ist ein ehemaliger rumänischer Fußballspieler auf der Position eines Mittelfeldspielers. Er bestritt insgesamt 179 Spiele in der rumänischen Liga 1. Im Jahr 2009 gewann er mit Unirea Urziceni die rumänische Meisterschaft.

## Karriere
Apostol begann seine Karriere bei Dunărea Galați, wo er 1996 in die erste Mannschaft geholt wurde. In seiner ersten Saison wurde der Mittelfeldspieler mit dem Verein 14. der Divizia B. Im darauffolgenden Jahr konnte das Endergebnis wiederholt werden.
Den größten Erfolg mit Dunărea hatte der Mittelfeldspieler in der Saison 1998/99, als man Elfter wurde, jedoch stieg man 1999/2000 ab und Apostol wechselte zu Metalul Plopeni, mit welchem er in der ersten Saison im Metaluldress von der Divizia C in Divizia B aufstieg. Dort belegte er in der Saison 2001/02 den fünften Platz.
2002 verließ er Metalul und ging zum Ligakonkurrenten Gloria Buzău. Dort wurde er mit dem Verein Zweiter, wo er in den Aufstiegsplayoff kam, jedoch scheiterte. In der Saison 2003/04 spielte Apostol wieder in seiner Geburtsstadt bei Oțelul Galați. Man wurde Fünfter in der Divizia A und konnte sich somit für den UEFA-Pokal qualifizieren.
Der Mittelfeldspieler verließ nach einem Jahr Oțelul und ging zu Farul Constanța. In seiner zweiten Erstligasaison konnte Apostol abermals Fünfter werden. Im August 2004 wurde er positiv auf Furosemid getestet und wegen Dopings für sechs Monate gesperrt. Farul verlieh ihn an Oțelul Galați, dort wurde er mit dem Verein Neunter. In der Saison 2006/07 kehrte er nach Constanța zurück. Nach der Rückkehr gab Apostol sein Debüt auf europäischer Ebene, als er in der 2. Runde des UI-Cups gegen den bulgarischen Vertreter Lokomotive Plowdiw in der 61. Minute gegen Bogdan Apostu ausgewechselt wurde. Das Spiel endete 2:1. Nach diesen relativ erfolgreichen Beginn der Saison wurde man am Ende 14. in der Liga.
2007 kam dann der Wechsel zu Unirea Urziceni. Mit dem damaligen Aufsteiger konnte auf Anhieb der fünfte Platz erreicht werden, in der darauffolgenden Saison konnte man sogar rumänischer Meister werden. In der Meistersaison kam Apostol 28 Mal zum Einsatz und erzielte zwei Tore.
In der Saison 2009/10 spielte Apostol mit Unirea in der UEFA Champions League. Ende August 2010 wechselte er zum Ligakonkurrenten Steaua Bukarest. Dort konnte er sich nicht durchsetzen und kehrte nach nur vier Monaten zu Unirea zurück. Der Klub hatte in der Zwischenzeit viele Spieler abgeben müssen und konnte nicht an frühere Erfolge anknüpfen, sondern kämpfte um den Klassenverbleib. Am Saisonende musste er den Gang in die Liga II antreten. Anschließend wechselte er zum Ligakonkurrenten Rapid Bukarest. Dort konnte er sich nicht durchsetzen und kam in der Spielzeit 2011/12 nur auf zehn Einsätze. Im Sommer 2012 wurde er an die zweite Mannschaft Rapids abgegeben, ehe ihn im Januar 2013 sein früherer Klub Dunărea Galați verpflichtete. Dort beendete er wenige Monate später seine Laufbahn.

## Nationalmannschaft
In der Nationalmannschaft spielte der Mittelfeldspieler bisher sieben Mal und erzielte einen Treffer. Das erste Tor erzielte Apostol am 13. Oktober 2009 gegen die Färöer im Qualifikationsspiel zur WM 2010. Er erzielte das 1:0 beim 3:1-Erfolg in Piatra Neamț.
Nachdem Apostol über ein Jahr lang nicht berücksichtigt worden war, feierte er am 8. Februar 2011 gegen die Ukraine im Rahmen eines Turniers auf Zypern sein Comeback, als er in der 79. Minute für Gabriel Mureșan eingewechselt wurde.

## Erfolge
- Aufstieg in die Liga 2: 2001
- Rumänischer Meister: 2009